# Gabriel Miró

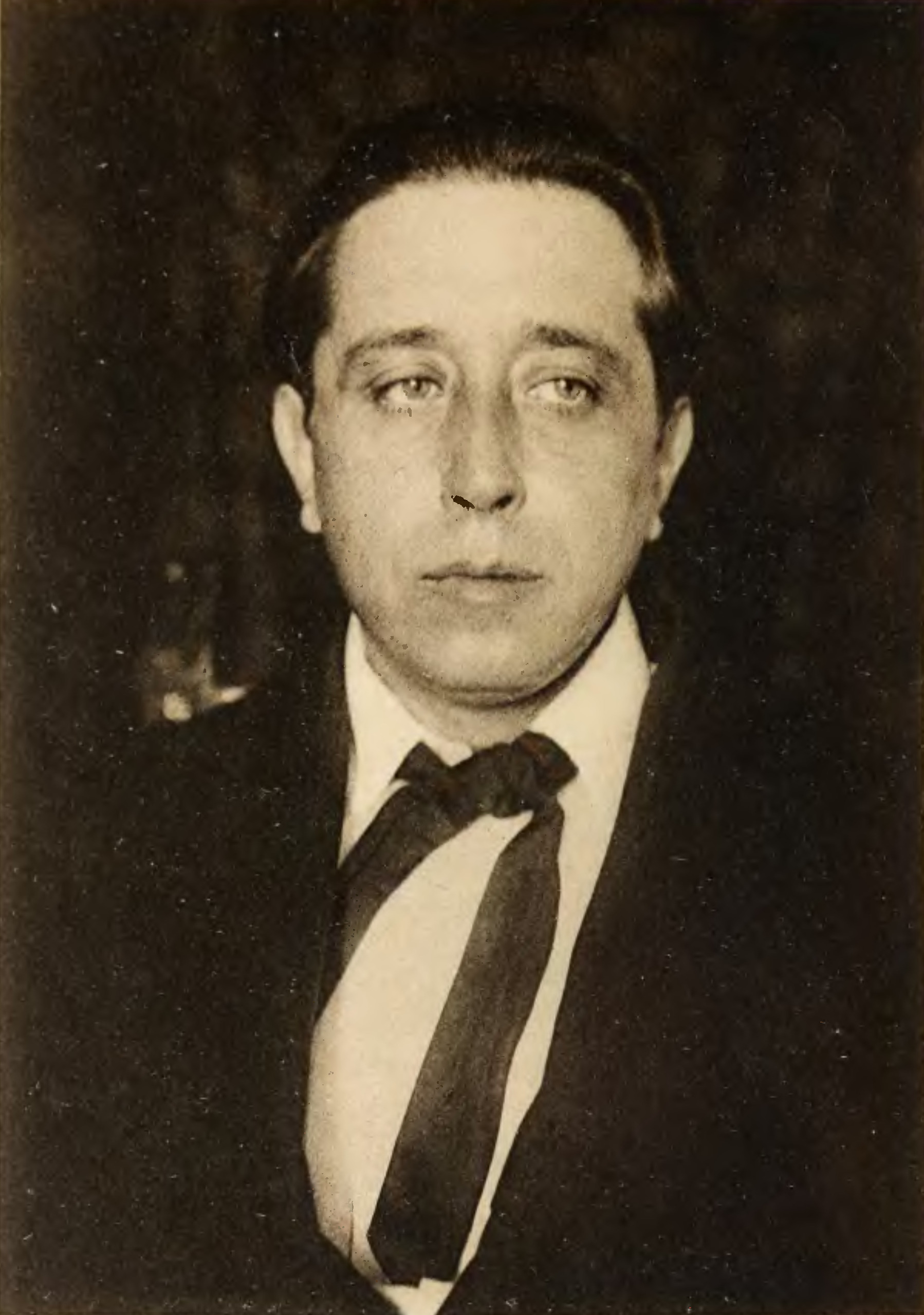
Gabriel Miró

Gabriel Francisco Víctor Miró Ferrer (* 28. Juli 1879 in Alicante; † 27. Mai 1930 in Madrid) war ein spanischer Schriftsteller.

## Leben
Gabriel Miró besuchte von 1887 bis 1892 das Jesuitenkolleg Santo Domingo in Orihuela und absolvierte das Abitur am Instituto de Enseñanza Media in Alicante. An den Universitäten von Valencia und Granada studierte er Rechtswissenschaften bis zum Abschluss im Jahr 1900.
1901 heiratete er Clemencia Maignon, die Tochter des französischen Konsuls in Alicante; aus dieser Ehe gingen die Töchter Olympia (* 1902) und Clemencia (* 1905) hervor.
1910 veröffentlichte er Las cerezas del cementerio; dies war der Startpunkt seiner literarischen Karriere. Es folgten 1915 El abuelo del rey und Figuras de la Pasión del Señor (1916–17) sowie 1917 El Libro de Sigüenza. Er arbeitete als Verwaltungsbeamter in Alicante, bis er 1920 als freier Schriftsteller und Journalist nach Madrid übersiedelte. Miró führte ein zurückgezogenes Leben, litt wirtschaftliche Not und hatte ein eher melancholisches Temperament.

## Werk
Miró wird im Allgemeinen der Generación del 14 zugerechnet, der so genannten „Söhne“ der Generación del 98. Er ist vor allem bekannt für seine autobiographisch inspirierten, stimmungsvollen und poetischen Romane, die ihre Stärken im deskriptiven Element haben. Miró ist ein kontemplativer Typ ähnlich wie Azorín; sinnliche Eindrücke wie Farbe, Licht und Geschmack nehmen einen hohen Stellenwert in seinem Werk ein. Seine Romane sind im Grunde nur eine impressionistische Aneinanderreihung von Szenen, in denen die Beschreibung der Landschaft das wichtigste Element darstellt. Die Grundstimmung seines Werks ist die Melancholie; er pflegte eine sorgfältig elaborierte poetische Prosa mit vielen Metaphern und Synästhesien, mit großer Liebe zum Detail und einem langsamen Rhythmus. Miró ist sehr originell in der Setzung von Adjektiven und verfügt über ein reichhaltiges Vokabular.

### Gesamtausgabe
- Obras completas; ed. y prólogo de Miguel Ángel Lozano Marco. Madrid: Fundación José Antonio de Castro, 2006-7 (Biblioteca Castro) ISBN 84-96452-24-7.

### Romane
- Las cerezas del cementerio 1910
- El abuelo del rey 1915
- El Libro de Sigüenza 1917
- Nuestro padre San Daniel 1921
- El obispo leproso 1925

### Erzählungen und autobiographische Texte
- Años y leguas 1928

### Sonstiges
- Figuras de la Pasión del Señor 1916/17: 15 biblische Miniaturen, im Mittelpunkt steht die Landschaft Palästinas, psychologische Interpretationen von Figuren wie Judas, Pilatus, Barrabas etc.
- El ángel, el molino, el caracol del faro

### In deutscher Übersetzung
- „Zwei Erzählungen aus dem Spanischen“ von Gabriel Miró. Übertragen von Waltrud Kappeler. [Enthält: Herr Cuenca. Das Fischchen des Pater Guardian]. In: Atlantis. Freiburg-Breisgau, Jg. 28 (1956), H. 8, S. 349–352.